# Inmaculada Concepción (Carlo Crivelli)
La Inmaculada Concepción es una pintura al temple y oro sobre tabla (194,3 x 93,3 cm) de Carlo Crivelli, datada en 1492 y conservada en la National Gallery de Londres. Está firmada sobre el escalón, en una fingida placa metálica con letras doradas: KAROLI CHRIVELLI VENETI MILITIS PINSIT 1492.

## Historia
La tabla debía proceder de la iglesia de San Francisco de Pergola, ciudad al norte de Fabriano, si bien Davies, basándose en una cita de Amico Ricci, la hipotetiza en el Templo Malatestiano de Rímini, otra iglesia franciscana.
La obra fue adquirida por el museo londinense en 1874.

## Descripción y estilo
El tema es aclarado en la inscripción que dos ángeles sostienen escrita en una filacteria o banderola, mientras posan una corona sobre la cabeza de María: "Ut in/mente Dei ab/initio concepta fui ita et facta sum" ("Concebida, en el inicio, en la mente de Dios y hecha humana"), así pues no nacida del "trabajo" humano. Participa así en la célebre disputa sobre la Inmaculada Concepción entre franciscanos y dominicos en favor de las posiciones de los primeros. Los franciscanos sostenían el origen divino de María, concebida sin pecado original. A tales tesis contestaban los dominicos, incluidos Tomás de Aquino, Alberto Magno y Bernardo de Claraval, sosteniendo en cambio la naturaleza humana de María que hacía más natural y absoluta la necesidad de Redención enviando a Cristo. Objeto de fuertes enfrentamientos, a finales del siglo XV había obligado a emitir una bula papal (1483) que prohibía a las dos partes lanzarse acusaciones recíprocas de herejía. Sin embargo, la opinión de que María tenía un origen sin pecado siempre había tenido un particular respaldo entre el pueblo y se encuentra en numerosas obras de arte desde finales de la Edad Media en adelante. Después de que fuera adoptada por los jesuitas, la cuestión de la Inmaculada Concepción, ahora ya objeto de devoción generalizada, finalmente se convirtió en dogma de fe en 1854, con la bula Ineffabilis Deus de Pío IX.
Desde un punto de vista iconográfico el tema de la Inmaculada a menudo se había tratado de manera indirecta, por ejemplo representando la milagrosa concepción de santa Ana sencillamente encontrándose con su marido que regresaba del campo en la Puerta Áurea de Jerusalén. La primera representación de María Inmaculada es quizás precisamente esta de Crivelli, si se excluyen algunos grabados del área alemana.
El artista representa a la Madonna de cuerpo entero, de pie ante una semi hornacina marmórea y con los pies sobre una tela brocada rosa que pende detrás de ella, aislando la figura. La tela cuelga de una vara de caña en la que hay atadas o pendiendo varias frutas simbólicas, que aluden al Pecado Original y a la fertilidad de María. Otros símbolos son los dos jarrones de flores sobre los laterales de la hornacina, uno en cerámica conteniendo rosas, la típica flor mariana, y el otro en vidrio transparente con unos lirios blancos, los símbolos tradicionales de concepción virginal y pureza respectivamente, que se encuentran también en las Anunciaciones.
Arriba, sobre los dos ángeles con la corona y la filacteria, aparece el busto de Dios Padre que, delante de un enjambre de serafines (según la antigua tradición, de color rojo, mientras los querubines eran azules), envía la paloma del Espíritu Santo. Sobre el fondo de oro, a cada lado de la cabeza de María, se perfilan los emblemas del sol y la luna, simbolizando la eternidad.
Como en otras pinturas del artista, destaca la extraordinaria profusión de elementos decorativos, a partir de las ricas telas con complicados ornamentos, la presencia constante del oro, y la abstracta luminosidad: todos elementos arcaizantes, típicos de la producción final del artista, así como el marco compuesto por la tela y la banderola que enmarcan a la Virgen recordando al panel de un políptico. Todo ello acompañado de una notable búsqueda de verosimilitud en algunos detalles, sobre todo las calidades de los objetos y algunas partes anatómicas, como las manos, siempre expresivas en Crivelli. El efecto es el de una obra mágicamente suspendida entre dos mundos: el medieval y el renacentista.

## Otros proyectos
- Wikimedia Commons contiene imágenes y otros archivos sobre Immacolata Concezione

- Datos: Q3796653
- Multimedia: Immaculata by Carlo Crivelli / Q3796653